# Fanfarenzug Strausberg

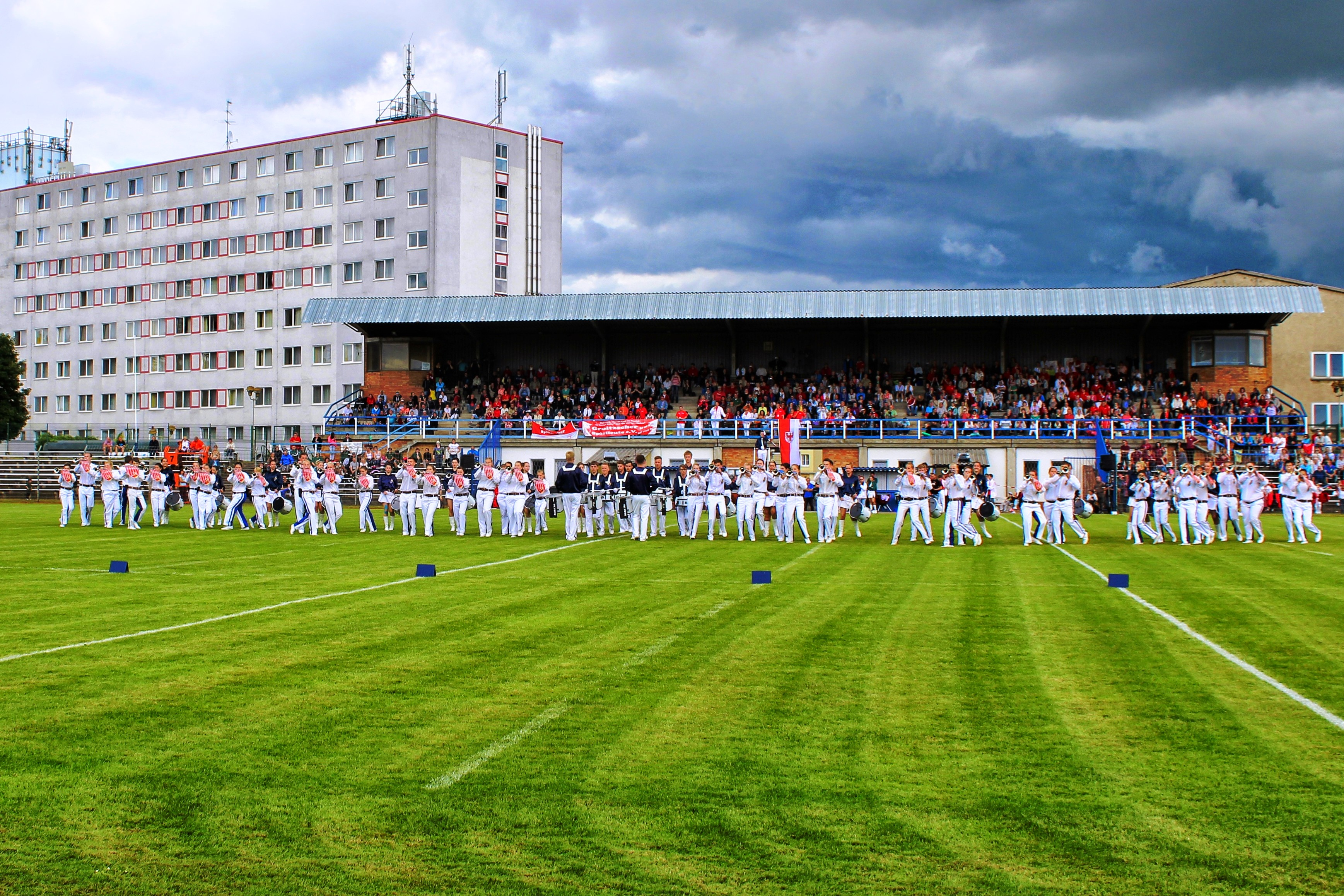
Der Fanfarenzug Strausberg während der Fanfaronade 2014 in Brandenburg an der Havel

Der Fanfarenzug Strausberg wurde 1970 gegründet. Bedingt durch die eingeschränkte Reisefreiheit in der damaligen DDR beschränkte man sich in der Anfangszeit auf regionale Auftritte. So wurden in den 1970er und 1980er Jahren zahlreiche Bezirksmeisterschaften gewonnen. 
Ab 1982 nahm der Fanfarenzug regelmäßig an DDR-Meisterschaften teil. Es wurden einige vordere Platzierungen erreicht (zweite und dritte Plätze), ohne die Meisterschaften gewinnen zu können. 
Nach der Öffnung des eisernen Vorhangs wurde der Fanfarenzug ab den 1990er Jahren auch international aktiv. Es folgten u. a. Auftritte in den USA, Kanada, Spanien, Großbritannien, Österreich, Italien und Polen.
Die größten Erfolge sind der Gewinn der Marsch- und Standwertung beim Österreichischen Bundesturnfest und 2003 des Marschwettbewerbs bei der Weltmeisterschaft der WAMSB in Monza und 2004 in Bournemouth sowie eine errungene Goldmedaille bei der Weltmeisterschaft der WMC in Kerkrade. Außerdem wurde der Fanfarenzug Strausberg Weltmeister der Fanfarenzüge in Calgary (Kanada) bei der Weltmeisterschaft der World Association for Marching Show Bands und gewann den Deutschlandpokal in Alsfeld.